# سعدان ليلي بنمي
سعدان ليلي بَنَمي أو سعدان ليلي تشوكووان (الأسم العلمي : Aotus zonalis) هو أحد أنواع القرود الليلية الذي كان يُعتبر سابقًا من سلالة القردة الليلية ذات اللون الرمادي في عائلة السعادين الليلية. تتواجد مجموعتها في بنما ومنطقة تشوكو في كولومبيا أقصى الشمال. هناك أيضًا تقارير غير مؤكدة تبين ظهورها في كوستاريكا، خاصة على سواحل البحر الكاريبي في كوستاريكا. يظهر هذا النوع بالتأكيد في الأراضي المنخفضة الأطلسية وفي بنما بالقرب من حدود كوستاريكا.
التصنيف الدقيق لسعدان ليلي بنمي غير مؤكد مئة بالمئة. في حين أن بعض المؤلفين والمصنفين يعتبرونها سلالات من قرود الليل ذو اللون الرمادي A. lemurinus يتابع مؤلفون آخرون في دراسة أجراها توماس ديفلر عام 2001، والتي خلصت إلى أن هذا النوع منفصل عنه قرود الليلة A. zonalis.
سعدان ليلي بنمي هو قرد صغير نسبيًا مقارنة مع غيره مع السعادين، حيث يبلغ وزن الذكور حوالي 889 غرام (31.4 أونصة) والإناث التي تزن حوالي 916 غرام (32.3 أونصة). يتقارب لون الفراء في الجزء الخلفي من اللون البني الرمادي إلى البني المحمر. البطن أصفر. الشعر على الجزء الخلفي من اليدين والقدمين أسود أو بني غامق، وهي سمة مميزة رئيسية تفرقه عن جنس السعدان ليلي شمالي. أيضا، شعره قصير. الخصائص المميزة الأخرى تتعلق في الجمجمة، والتي لديها القحف واسع، وملامح الاكتئاب بين المنطقة الحجاجين ظاهرة، وأضراس الأسنان الكبيرة.
مثل قرود الليل الأخرى، فإن قرد الليل البنمي لديه عيون كبيرة وجاحظة، تليق بنمط الحياة الليلية المظلمة. ولكن على عكس العديد من أنواع الحيوانات الليلية، فإن عينيها لا تحتويان على اللقاح مما يجعلها مختلفة بعض الشيء. كما هو الحال مع قرود الليل الأخرى، فإن لها ذيل قصير بالنسبة إلى حجم الجسم الذي لا يختلف عن غيره من القرود.
سعدان ليلي بنمي يتصف بالشجاعة اثناء الليل. والأعضاء الآخرون من جنسه هم قرود ليلية فقط. تم العثور عليه في عدة أنواع من الغابات الثانوية، بما في ذلك مزارع الغابات والاحراش البرية. كما يعيش في مجموعات صغيرة تتكون من اثنين إلى ستة قرود على الأقل، وتتكون من زوج بالغ وطفل رضيع وعدة أحداث و/ أو أقل من سن الحدث. وهي المجموعات إقليمية، وتحتل المجموعات مناطق تتداخل قليلاً.
تم تسجيل جميع أشكال التواصل الصوتي والشمي والسلوكي لدى سعدان الليل البنمي. وتم الإبلاغ عن تسع صيحات صوتية على الأقل، بما في ذلك أنواع مختلفة من الهراوات والصراخ والأنين الخشخشة. يطور الذكور مستوى الرائحة من خلال غدة بالقرب من ذيلهم في سن عام تقريبًا، ويتم استخدامه. من خلال التبول حيث يفرك البول على اليدين والقدمين، ويستخدمها في وضع نطاقه. يبدو أن الاتصال السلوكي أقل أهمية من التواصل الصوتي والشمي بين هذه القرود الليلية، ولكن لوحظت بعض العروض السلوكية، بما في ذلك شاشات العرض المقوسة، والقفز الشديد من خلال الأرجل، والتبول، والتغوط، والحنجرة.
يسير قرد الليل البنمي عمومًا على الأرجل الأربع بأحكام برغم من أنه قادر على القفز أو الجري عند الضرورة. يأكل مجموعة متنوعة من الأطعمة والاغذية والكائنات الحية. في إحدى الدراسات التي أجريت على جزيرة بارو كولورادو في بنما، وجد أن نظامها الغذائي لهذه القرود الليلة يتكون من 65% من الفواكه، و30% من الأوراق، و5% من الحشرات.
يعتبر سعدان ليلي بنمي مشتركًا مع القرود الليلية الأخرى في السمات، لكن هذا القرد يعتبر أحد القرود القليلة في أحادية الزواج. يلد الزوج الأحادي عادة رضيعًا واحدًا كل عام، على الرغم من حدوث التوائم في الولادة أحيانًا. فترة الحمل تصل حوالي 133 يوما. كما يحمل الأب الرضيع من عمر يوم أو يومين للعناية، ويمرره إلى الأم للرضاعة.
على الرغم من أن مشاهدة القرود شائعة لدى السياح الذين يزورون بنما وتعتبر من عوامل الجذب السياحي المهمة في بنما، إلا أن العادات الليلية للقردة الليلية البنمية تجعلها أقل مشاهدة من الأنواع الأخرى من القرود البنمية وربما يقلل من شهرة هذه الأنواع من القرود. ومع ذلك، مع وجود دليل ماهر، من الممكن مراقبة القرد الليلي البنمي بشكل جيد.